# Kostel Povýšení svatého Kříže (Moravský Beroun)
Kostel svaté Povýšení svatého Kříže na návrší na okraji města Moravský Beroun, vystavěn 1755-1761 je barokní stavbou zapsanou do státního seznamu kulturních památek České republiky. Kostel byl celkově byl adaptován v roce 2000. V současnosti je budova v dobrém stavu, zbavena mobiliáře, původně byla zamýšlena úprava na koncertní síň. Kostel povýšení sv. Kříže je výchozím bodem křížové cesty na Křížový vrch s kaplí Božího hrobu (bývalý hradní areál). V kostele se konají koncerty, výstavy i bohoslužby.